# Anna Magnusson
Anna Evelina Magnusson (* 31. März 1995 in Piteå) ist eine schwedische Biathletin. Seit 2015 bestreitet sie Weltcuprennen und gewann mit der Frauenstaffel sowohl 2018 bei den Olympischen Spielen als auch bei den Weltmeisterschaften 2019 und 2024 die Silbermedaille. Im Dezember 2022 feierte sie ihren ersten Sieg in einem Einzelwettbewerb im Weltcup.

## Karriere

### Juniorenerfolge und WM-Debüt (2013–2015)
Anna Magnusson begann im Alter von sechs Jahren mit dem Skilanglauf im Hemmingsmarks If und wechselte später zum Biathlon im Piteå SK. 2013 nahm sie am Europäischen Olympischen Jugendfestival teil, im Jahr darauf an den Jugendweltmeisterschaften in Presque Isle, wo sie Siebte des Einzels, Neunte des Sprints und 13. der Verfolgung wurde. Mit Amanda Somonsson und Hanna Öberg belegte sie zudem im Staffelrennen Rang sieben. Bei den beiden folgenden Weltmeisterschaften im Juniorenbereich platzierte sich Magnusson mehrmals unter den besten Zehn und gewann 2016 an der Seite von Öberg und Sofia Myhr die Silbermedaille in der Staffel sowie die Bronzemedaille im Sprint.
Mit 19 Jahren wurde Magnusson im April 2014 für die Sommervorbereitung erstmals in den schwedischen A-Kader aufgenommen, der mit Blick auf die Olympischen Winterspiele 2018 deutlich verjüngt wurde und dessen Trainer von 2015 bis 2019 Wolfgang Pichler war. Sie bestritt einzelne Rennen im IBU-Cup und erhielt im Januar 2015 erste Weltcupeinsätze als Staffelläuferin. Als Nachrückerin wurde sie für die folgenden Weltmeisterschaften nominiert und kam durch den krankheitsbedingten Ausfall von Ingela Andersson zu Starts im 15-Kilometer-Einzelrennen, in dem sie 72. wurde, sowie in der Staffel, mit der sie den achten Rang belegte.

### Olympia- und WM-Silber (2016–2019)
Magnusson blieb in den folgenden Jahren Mitglied des schwedischen Weltcupteams. Im Winter 2016/17 erreichte sie in 21 von 23 Einzelrennen die Punkteränge der ersten 40 Athletinnen – mit einem siebten Rang im Massenstart von Antholz als bestem Ergebnis – und war als 23. des Gesamtweltcups die höchstplatzierte Schwedin. Sie wurde im März 2017 zudem zweifache nationale Meisterin und vom schwedischen Verband als Biathletin des Jahres (geschlechterübergreifend, im Original: „Årets skidskytt“) ausgezeichnet. Die Position als erfolgreichste Biathletin Schwedens übernahm ab 2018 Magnussons langjährige Vereinskameradin und Freundin Hanna Öberg, die sich mit einem Olympiasieg und einem WM-Titel in der Weltspitze etablierte. Magnusson erreichte in nur wenigen Wettkämpfen die Punkteränge, unterzog sich im Sommer 2019 nach einer Verletzung einer Operation am Handgelenk und verpasste dadurch mehrere Wettkämpfe.
Große Erfolge fuhr Magnusson auch in dieser Zeit mit der schwedischen Frauenstaffel ein, in der sie von 2015 bis 2019 bei allen Großereignissen – Weltmeisterschaften und Olympischen Spielen – startete. Im Januar 2018 stand sie in Oberhof an der Seite von Linn Persson, Mona Brorsson und Elisabeth Högberg als Dritte erstmals auf einem Weltcuppodium. Wenige Wochen später gewannen Persson, Brorsson, Magnusson und Hanna Öberg die olympische Silbermedaille, 2019 in gleicher Aufstellung auch die Silbermedaille bei den Heim-Weltmeisterschaften in Östersund. Bei der WM brachte Magnusson die schwedische Staffel dabei mit zwei fehlerfreien Schießeinlagen deutlich in Führung und übergab mit 20-sekündigem Vorsprung auf Schlussläuferin Öberg, woraufhin Schießtrainer Johan Hagström ihre Leistung als eine der besten ihrer Karriere hervorhob.

### Erfolgreiche Rückkehr in den Weltcup und erster Einzelsieg (seit 2020)

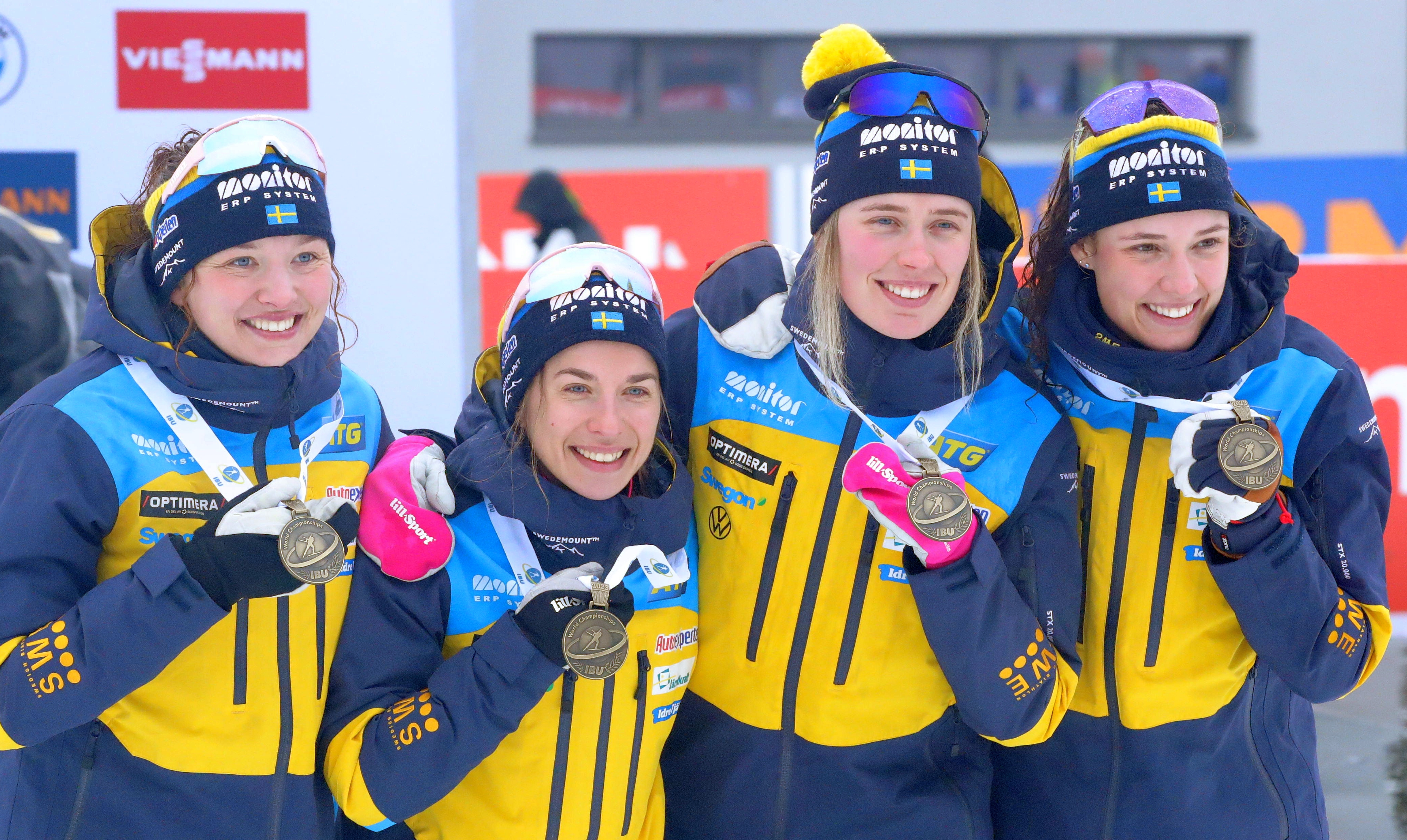
Magnusson (Zweite von links) neben Linn Persson, Elvira Öberg und Hanna Öberg nach dem Gewinn der Staffel-Bronzemedaille bei der WM 2023

In den Gesamtwertungen des Weltcups belegte Magnusson von 2018 bis 2021 Ränge außerhalb der besten 60, auch wenn sie in einzelnen Rennen Top-20-Ergebnisse erzielte. Ein erster Erfolg nach längerer Zeit gelang der Schwedin im März 2021 in Nové Město na Moravě, als sie mit Elvira Öberg, Jesper Nelin und Martin Ponsiluoma Rang drei in der Mixedstaffel erzielte. Zusammen mit Linn Persson sowie Hanna und Elvira Öberg holte Magnusson Ende 2021 in Hochfilzen ihren ersten Weltcupsieg. Auch in Ruhpolding und Kontiolahti ging es in dieser Saison auf das Podest. Bei den olympischen Wettkämpfen von Peking im Februar 2022 wurde sie nach einem Auftritt ohne Schießfehler Siebte im Sprint. Sie stellte damit ihre persönliche Bestleistung in einem Einzelrennen auf höchster internationaler Ebene ein, fiel aber in der Verfolgung zwei Tage später mit sechs Fehlschüssen auf den 46. Rang zurück. Den Winter 2021/22 schloss sie als 33. ab und war damit so gut wie seit fünf Jahren nicht.
Auch zu Beginn der Saison 2022/23 sprang in Kontiolahti ein Staffelsieg heraus, in Hochfilzen wurden die Schwedinnen Zweite. Äußerst überraschend konnte Magnusson dann am 16. Dezember 2022 beim Weltcup von Le Grand-Bornand vor ihrer Teamkollegin Linn Persson den Sprint gewinnen. Sie feierte damit ihren ersten Weltcupsieg in einem Einzelrennen. Bei den Weltmeisterschaften 2023 in Oberhof trat Magnusson in allen vier Einzelrennen an und erreichte als bestes Ergebnis einen neunten Platz im Sprint. Mit der schwedischen Frauenstaffel holte sie die WM-Bronzemedaille. Beim letzten Weltcup des Winters lief Magnusson als Dritte beim Sprint am Osloer Holmenkollen ein weiteres Mal auf das Podium. Sie beendete die Saison auf dem 14. Rang des Gesamtweltcups. Zudem gewann sie im März 2023 jeweils vor Hanna Öberg die schwedischen Meistertitel im Sprint und im Massenstart sowie gemeinsam mit Jesper Nelin in der Single-Mixed-Staffel.
Im Winter 2023/24 lief Magnusson in mehreren Einzelweltcuprennen unter die ersten zehn und erreichte als bestes Ergebnis einen vierten Rang beim Sprint in Oberhof, bei dem sie mit allen zehn Schüssen traf. Als 15. des Gesamtweltcups war sie in dieser Wertung die viertbeste Schwedin. In der Frauenstaffel bewährte sie sich als Startläuferin und gewann auf dieser Position bei den Weltmeisterschaften 2024 in Nové Město zusammen mit Linn Persson sowie Hanna und Elvira Öberg die Silbermedaille. Gemeinsam mit ihrem Lebensgefährten Peppe Femling wurde Magnusson im März 2024 erneut schwedische Meisterin in der Single-Mixed-Staffel. 2024/25 gewann Magnusson als Teil der schwedischen Frauenstaffel zwei Weltcuprennen (im Dezember 2024 in Kontiolahti sowie im Januar 2025 in Antholz) und die Bronzemedaille bei den Weltmeisterschaften in Lenzerheide.

## Persönliches
Magnusson wuchs in der Gemeinde Piteå auf, wo sie zunächst neben dem Skisport auch Fußball spielte. Als Jugendliche zog sie nach Sollefteå, wo sie vier Jahre das Skigymnasium im Biathlonzweig besuchte, und zog anschließend in das schwedische Biathlonzentrum Östersund. Ihre Karriere verlief lange Zeit parallel zu der Hanna Öbergs, die wie sie im Piteå SK mit dem Biathlon anfing und ein Jahr nach Magnusson ins schwedische Weltcupteam aufgenommen wurde. Beide gaben 2017 in einem gemeinsamen Interview mit der Regionalzeitung Norrbottens kuriren an, die freundschaftliche Konkurrenz habe ihre Entwicklung wesentlich vorangetrieben.

## Statistiken

### Weltcupsiege
| Nr. | Datum         | Ort              | Disziplin |
| --- | ------------- | ---------------- | --------- |
| 1.  | 16. Dez. 2022 | Le Grand-Bornand | Sprint    |

| Nr. | Datum         | Ort         | Disziplin          |
| --- | ------------- | ----------- | ------------------ |
| 1.  | 11. Dez. 2021 | Hochfilzen  | Staffel (4×6 km) 1 |
| 2.  | 1. Dez. 2022  | Kontiolahti | Staffel (4×6 km) 1 |
| 3.  | 1. Dez. 2024  | Kontiolahti | Staffel (4×6 km) 2 |
| 4.  | 26. Jan. 2025 | Antholz     | Staffel (4×6 km) 3 |

### Weltcupplatzierungen
Die Tabelle zeigt alle Platzierungen (je nach Austragungsjahr einschließlich Olympische Spiele und Weltmeisterschaften).
- 1.–3. Platz: Anzahl der Podiumsplatzierungen
- Top 10: Anzahl der Platzierungen unter den ersten zehn (einschließlich Podium)
- Punkteränge: Anzahl der Platzierungen innerhalb der Punkteränge (einschließlich Podium und Top 10)
- Starts: Anzahl gelaufener Rennen in der jeweiligen Disziplin
- Staffel: inklusive Mixed- und Single-Mixed-Staffeln

| Platzierung               | Einzel | Sprint | Verfolgung | Massenstart | Staffel | Gesamt |
| ------------------------- | ------ | ------ | ---------- | ----------- | ------- | ------ |
| 1. Platz                  |        | 1      |            |             | 4       | 5      |
| 2. Platz                  |        |        |            |             | 10      | 10     |
| 3. Platz                  |        | 1      |            |             | 8       | 9      |
| Top 10                    | 2      | 8      | 2          | 6           | 47      | 65     |
| Punkteränge               | 13     | 32     | 31         | 17          | 52      | 145    |
| Starts                    | 21     | 64     | 44         | 17          | 52      | 198    |
| Stand: Saisonende 2024/25 |        |        |            |             |         |        |

### Olympische Winterspiele
Ergebnisse bei Olympischen Winterspielen:
|                                             | Einzelwettbewerbe | Einzelwettbewerbe | Einzelwettbewerbe | Einzelwettbewerbe | Staffelwettbewerbe | Staffelwettbewerbe |
| Sprint                                      | Verfolgung        | Einzel            | Massenstart       | Damenstaffel      | Mixedstaffel       |                    |
| ------------------------------------------- | ----------------- | ----------------- | ----------------- | ----------------- | ------------------ | ------------------ |
| Olympische Winterspiele 2018 \| Pyeongchang | –                 | –                 | 37.               | –                 | 2.                 | –                  |
| Olympische Winterspiele 2022 \| Peking      | 7.                | 46.               | –                 | –                 | –                  | –                  |

### Weltmeisterschaften
Ergebnisse bei Weltmeisterschaften:
| Weltmeisterschaft | Weltmeisterschaft | Einzelwettbewerbe | Einzelwettbewerbe | Einzelwettbewerbe | Einzelwettbewerbe | Staffelwettbewerbe | Staffelwettbewerbe | Staffelwettbewerbe |
| Jahr              | Ort               | Einzel            | Sprint            | Verfolgung        | Massenstart       | Damenstaffel       | Mixedstaffel       | S.-M.-Staffel      |
| ----------------- | ----------------- | ----------------- | ----------------- | ----------------- | ----------------- | ------------------ | ------------------ | ------------------ |
| 2015              | Kontiolahti       | 72.               | –                 | –                 | –                 | 8.                 | –                  | nicht ausgetragen  |
| 2016              | Oslo              | –                 | 53.               | 57.               | –                 | 10.                | –                  | nicht ausgetragen  |
| 2017              | Hochfilzen        | 59                | 14.               | 36.               | –                 | 6.                 | 6.                 | nicht ausgetragen  |
| 2019              | Östersund         | 65.               | 43.               | 11.               | –                 | 2.                 | –                  | –                  |
| 2023              | Oberhof           | 35.               | 9.                | 18.               | 26.               | 3.                 | –                  | –                  |
| 2024              | Nové Město        | 25.               | 20.               | 19.               | 26.               | 2.                 | –                  | –                  |
| 2025              | Lenzerheide       | 28.               | 20.               | 7.                | 19.               | 3.                 | 5.                 | –                  |

### Juniorenweltmeisterschaften
Ergebnisse bei den Juniorenweltmeisterschaften:
| Weltmeisterschaften | Weltmeisterschaften | Einzelwettbewerbe | Einzelwettbewerbe | Einzelwettbewerbe | Damenstaffel |
| Jahr                | Ort                 | Einzel            | Sprint            | Verfolgung        | Damenstaffel |
| ------------------- | ------------------- | ----------------- | ----------------- | ----------------- | ------------ |
| 2014                | Presque Isle        | 7.                | 9.                | 13.               | 7.           |
| 2015                | Minsk               | 34.               | 6.                | 9.                | 4.           |
| 2016                | Cheile Grădiștei    | 12.               | 3.                | 4.                | 2.           |